# Палаццо Колонна
Палаццо Колонна (итал. Palazzo Colonna) — дворец (палаццо) в центре Рима, в районе Треви на площади Санти-Апостоли. Палаццо на протяжении более чем двадцати поколений принадлежит знатному семейству Колонна. Площадь, ранее занимаемая собственно зданием, а также прилегающими садами и виллой Квиринале, составляет около трёх гектаров, что делало дворец в своё время самым большим в городе. По некоторым данным, фамильный герб и здание получили своё название от находящейся поблизости Колонны Траяна. По иной версии — от городка Колонна, находящегося в окрестностях Рима, откуда ведёт свое происхождение с XII века род Колонна.

## История
В средневековье на этом месте стояла резиденция графов Тускулумских, от которых предположительно происходит род Колонна. Сведения о дворце, частично построенном на руинах древнеримского серапеума, а также о других зданиях, принадлежавших семье Колонна в окрестностях, появляются начиная с XIII века. Предположительно во дворце останавливался Данте Алигьери во время своего пребывания в Риме.
Палаццо перестраивали для кардинала Оддоне Колонна, пока он в 1417 году не был избран папой под именем Мартина V. Кардинал перестроил дворец, который был его домом до его смерти в 1431 году.
После смерти Мартина V здание временно перешло к другим владельцам, включая кардинала Виссариона Никейского, который увеличил постройку, и семье Делла Ровере, родственников Папы Сикста IV, в том числе Джулиано делла Ровере. Зданием владел Папа Юлий II (1503—1513), при котором интерьеры расписывал Пинтуриккьо. Дворец вернулся в собственность рода Колонна в 1517 году, когда Маркантонио I Колонна женился на Лукреции Гаре Франчоти делла Ровере, племяннице папы Юлия II. В этот период Палаццо соединили проходами с церковью Санти-Апостоли для удобства проведения домашних служб.
Лояльность семьи Колонна к Габсбургам спасло дворец Колонна от разграбления войсками Карла V в 1527 году. Начиная с Филиппа Колонны (1578—1639) дворец стали активно расширять, превратив со временем в комплекс зданий вокруг внутреннего сада. Палаццо Колонна с садами заняло весь квартал и включило церковь с фасадом, выходящим на Пьяцца Санти Апостоли.
В XVI веке семья вернула во владение дворцы Риарио и Делла Ровере, а в начале XVII века на этой территории располагалось шесть дворцов Колонна. Дворец Колонна-делла-Ровере, ранее известный как дель Вазо, после того, как он был временно заброшен в результате грабежей и пожаров в первой половине века, и на его основе постепенно построили новое здание.
Во второй половине XVII века Лоренцо Онофрио I Колонна и его жена Мария Манчини были одними из главных организаторов театральных представлений в городе. В театре дворца, который построил к 1610 году Джироламо Райнальди, в 1668 году состоялась премьера «Жирелло» Якопо Мелани, за которой в 1676 году последовала премьера «Донна» Бернардо Паскини и другие представления. В 1681 году Карло Фонтана построил новый театр на первом этаже здания, примыкающего к базилике Санти-Апостоли.
В 1702 году Климент XI поручил капитальную реконструкцию здания архитектору Франческо Фонтана, преждевременно скончавшемуся в 1708 году. Ему наследовал его отец Карло Фонтана, которого в 1712 году заменил Николо Микетти. Архитектор спроектировал и построил 1731—1735 годах Новые апартаменты (Appartamenti nuovi). Были созданы новые фасады, выходящие на Пьяцца Санти-Апостоли и Виа делла Пилотта. Фасад, выходящий на площадь, с угловыми флигелями (добавление Паоло Пози) окончательно включил церковь в архитектуру дворца.
На фризе верхнего этажа фасада базилики в неоклассическом стиле с большим окном помещена латинская надпись, свидетельствующая об одном из эпизодов строительства: «IOANNES DVX TORLONIA FRONTEM PERFECIT A D MDCCCXXVII» (Иоанн (Джованни) DVX Торлониа совершенно сделал в 1827 году).

## Художественная галерея

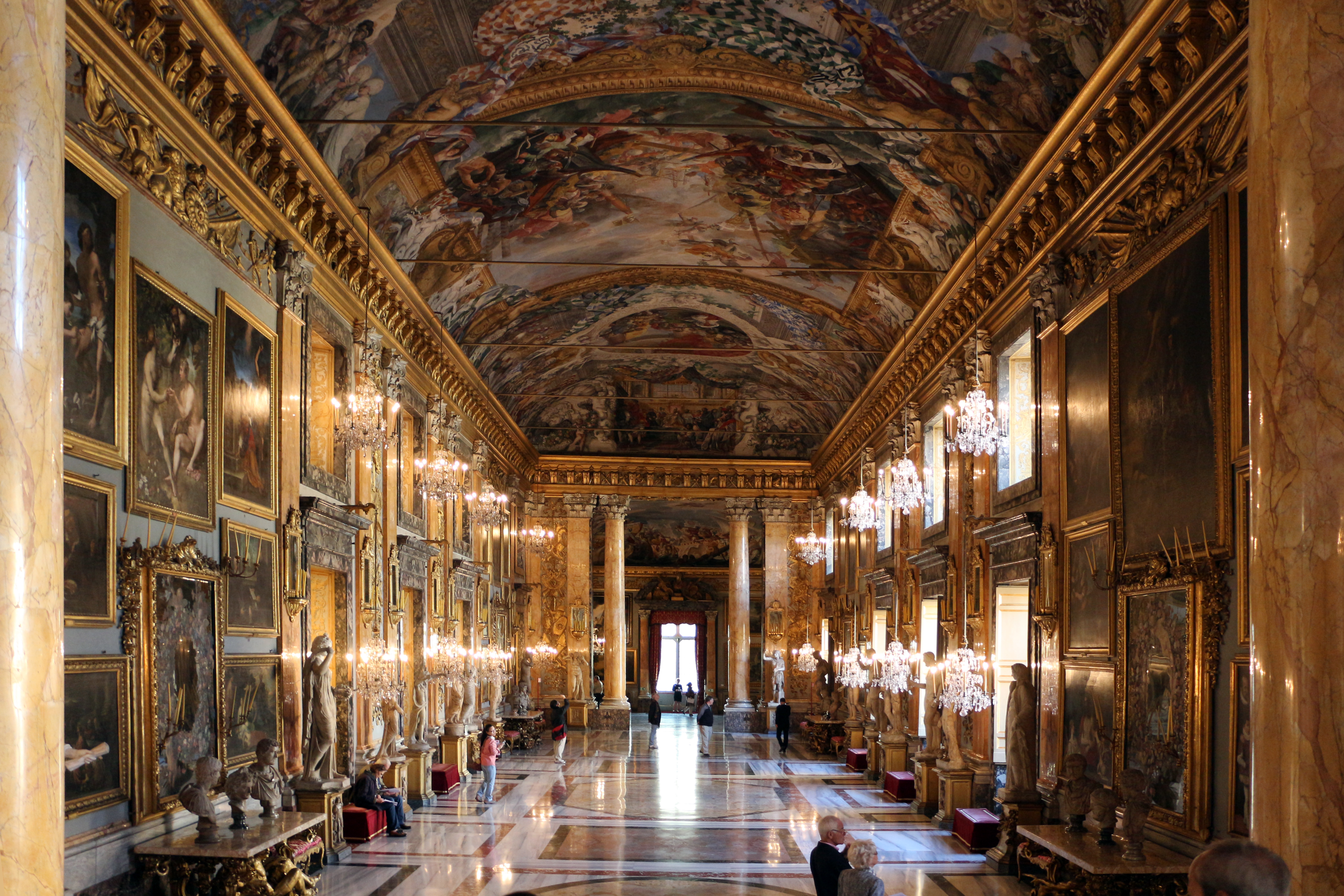
Большая галерея

По воле кардинала Джироламо Колонны в 1649 году начался амбициозный проект слияния различных зданий в единый большой архитектурный комплекс, включая помещения для размещения семейной коллекции произведений искусства. В основном, они были сооружены по проекту Антонио дель Гранде в 1654 году и Джироламо Фонтана, с 1671 года оформлявшего интерьеры.
Галерея Колонна (Galleria Colonna) была торжественно открыта коннетаблем Филиппом II в 1703 году, в ней размещена коллекция предметов искусства, которую члены семьи Колонна собирали начиная с 1650 года. Наибольший вклад внесли кардиналы Джироламо I Колонна и его племянник Лоренцо I Онофрио. Коллекция включает в себя произведения живописи, скульптуры, мебели, изделия декоративно-прикладного искусства.
В главном зале — «Зале Колонны войны» (Sala della Colonna Bellica), по стоявшей там красной колонне, фамильной эмблеме, — экспонируются произведения живописи. Во дворце были созданы также Большой и Турецкий залы были расписаны Джиачинто Бранди и Джованни Баттиста Маньи, известным как Иль Моданино.
Свод «Салона» украшают фрески Филиппо Джеральди, Джованни Коли, Себастьяно Риччи и Джузеппе Кьяри, прославляющие роль Маркантонио II Колонны в битве при Лепанто (1571). «Апофеоз Мартина V» написан Бенедетто Лути.
Вторая галерея с овальным залом, названная «деревенской» (так как она осталась незаконченной по внутреннему убранству) на виа делла Пилотта, вместе с двумя из четырёх элегантных путепроводных арок, соединяющих дворец с садом виллы Колонна, была построена по заказу кардинала Джироламо II между 1757 и 1764 годами сиенским архитектором Паоло Пози.
Чтобы помочь Папскому государству справиться с тяжелыми обязательствами, предусмотренными Толентинским договором 1797 года члены семьи Колонна были вынуждены продать, помимо большинства семейных драгоценностей и серебра, некоторые из наиболее значительных произведений Рафаэля, Тициана, Веронезе, Корреджо, Рени, Гверчино, лишь частично компенсированные последующими приобретениями.
Дворец до сих пор сохраняет все очарование римской патрицианской резиденции эпохи барокко; различные залы украшают росписи Джузеппе Бартоломео Киари, Бенедетто Лути, Помпео Батони, картины таких художников, как Аньоло Бронзино, Аннибале Карраччи, Косме Тура, Франческо Альбани, Пьетро да Кортона, Гверчино, Маттиа Прети, Тинторетто и Паоло Веронезе.
В собрании живописи имеются работы таких мастеров, как Лоренцо Монако, Доменико Гирландайо, Пальмы старшего, Франческо Сальвиати, Бронзино, Тинторетто, Пьетро да Кортона, Аннибале Карраччи, Гверчино, Альбани и Гвидо Рени.
Коллекция произведений семьи Колонна была зарегистрирована как фидеикомиссная (неотчуждаемая от законного наследования членами семьи).

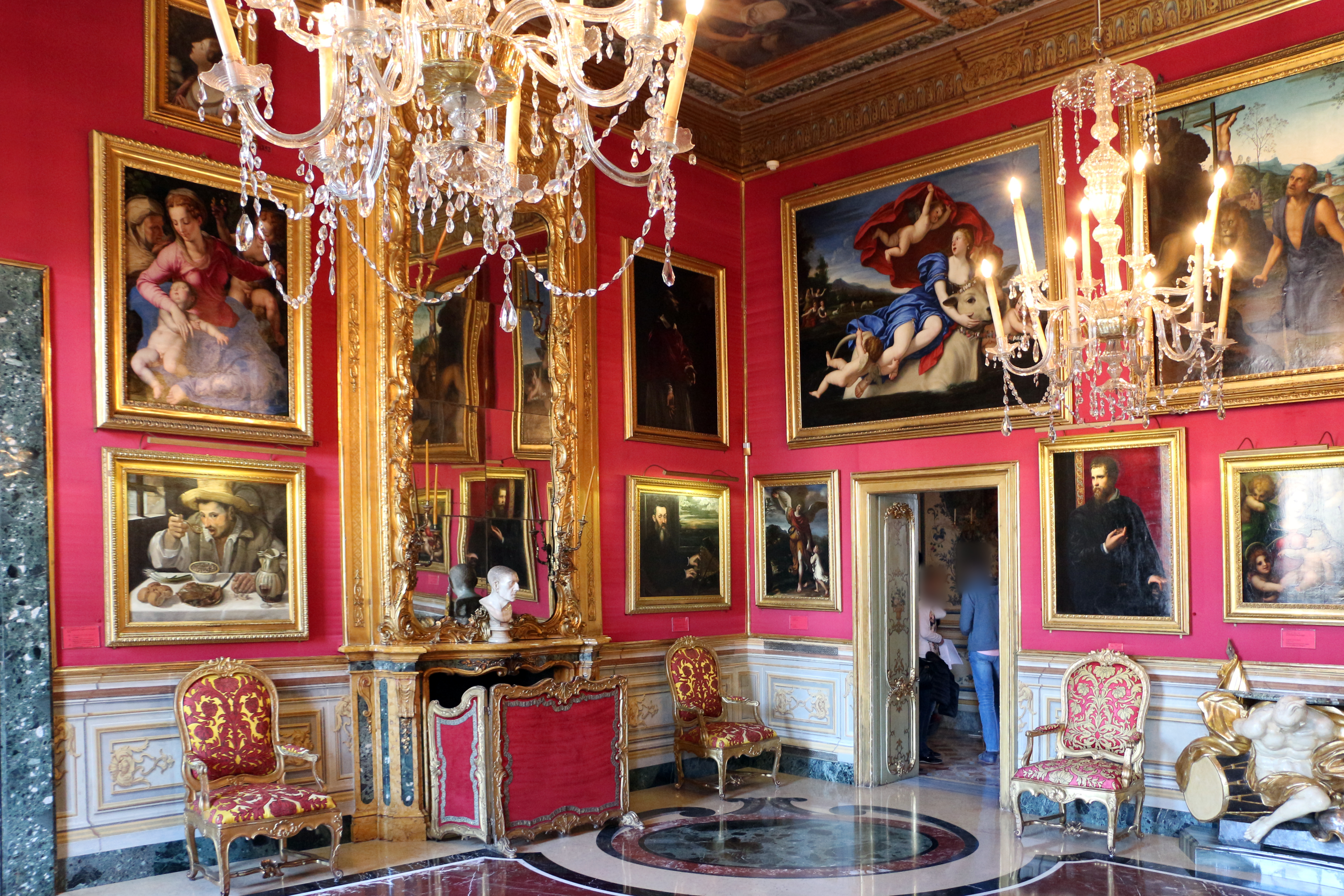
Галерея Колонна. Зал апофеоза Мартина V
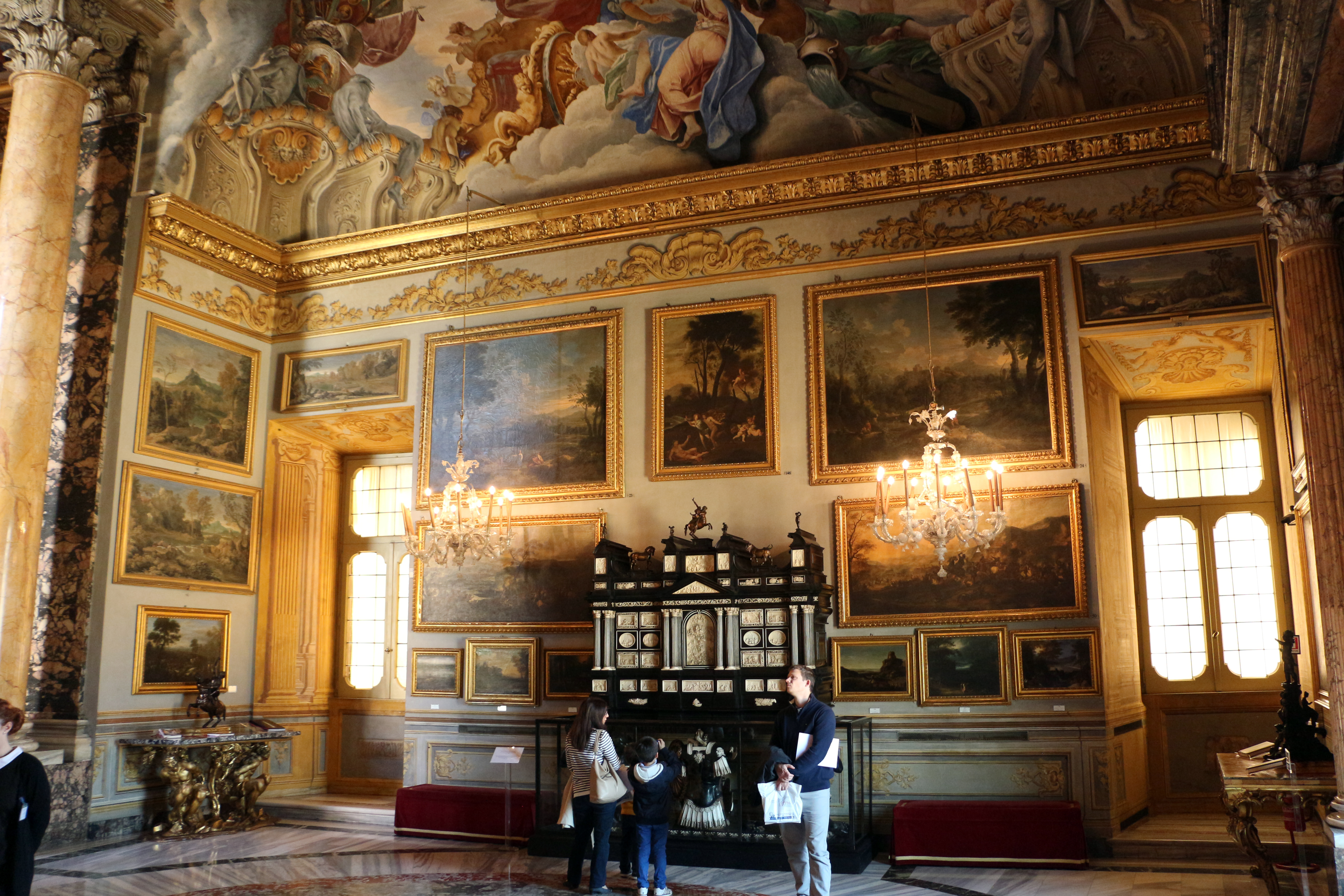
Галерея Колонна. Зал пейзажей
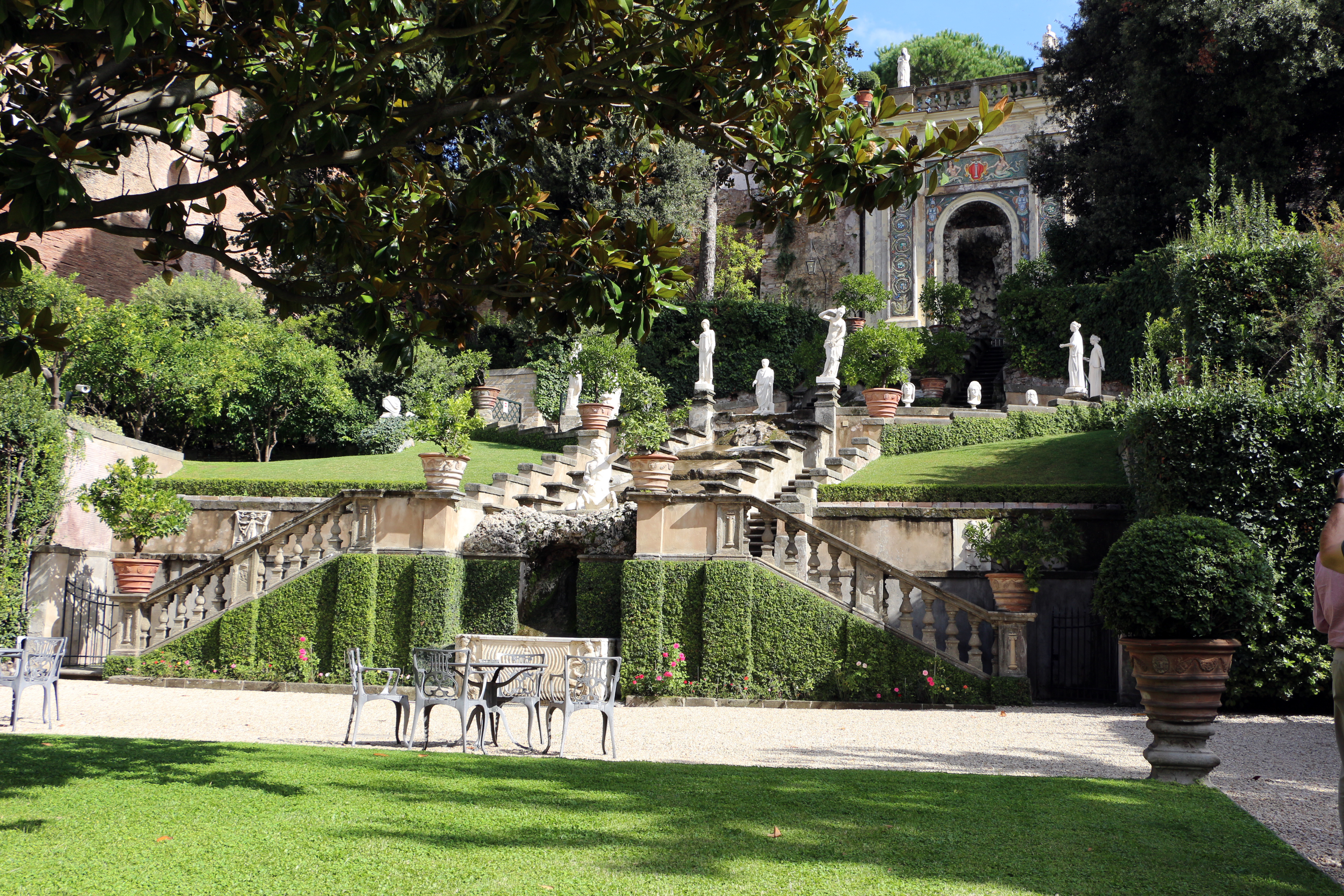
Вид на сады Квиринальского дворца